# Gunnarstorps IF

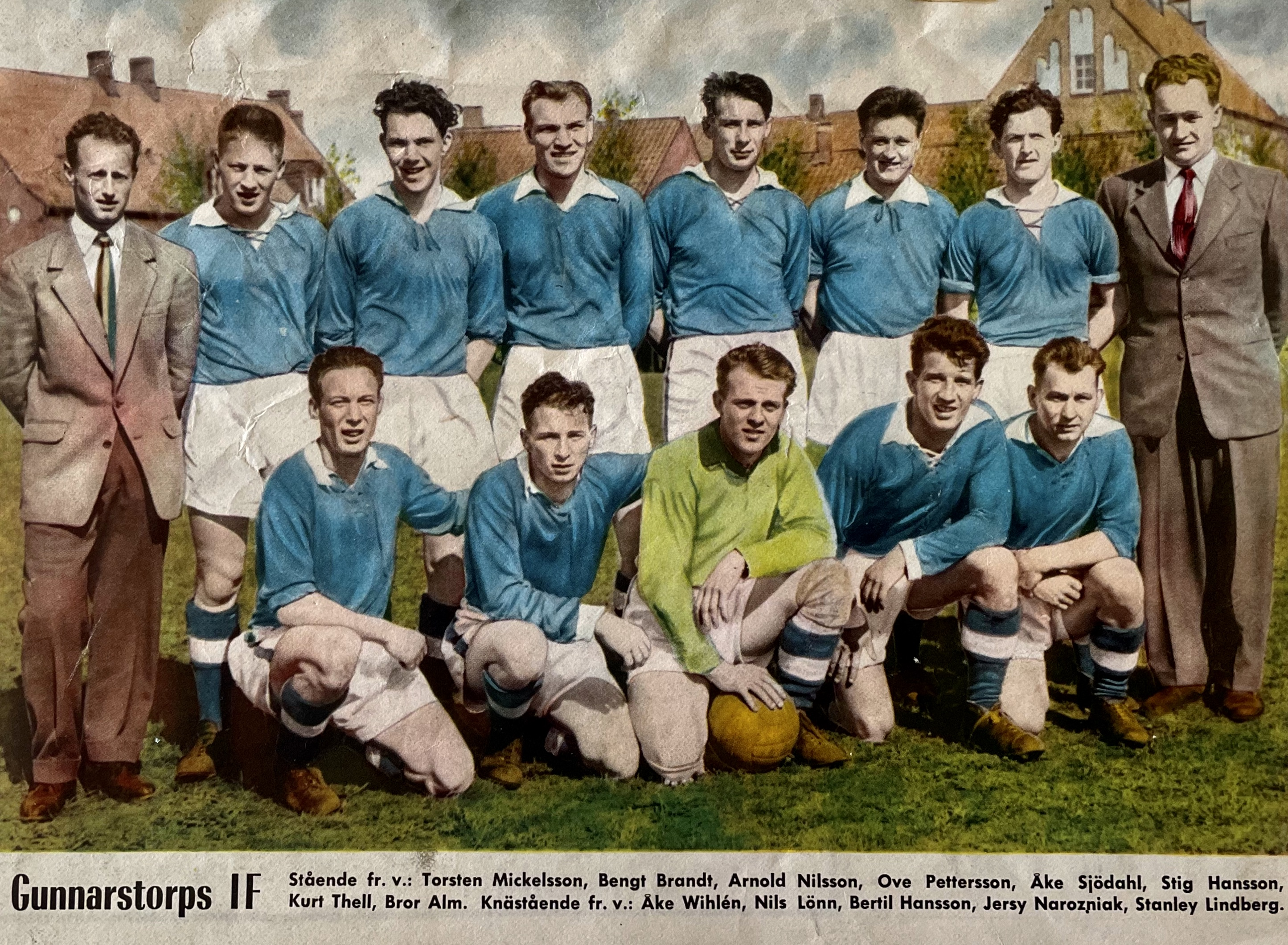
Gunnarstorps IF med ett nyuppflyttat lag till Division II Östra Götaland 1956.

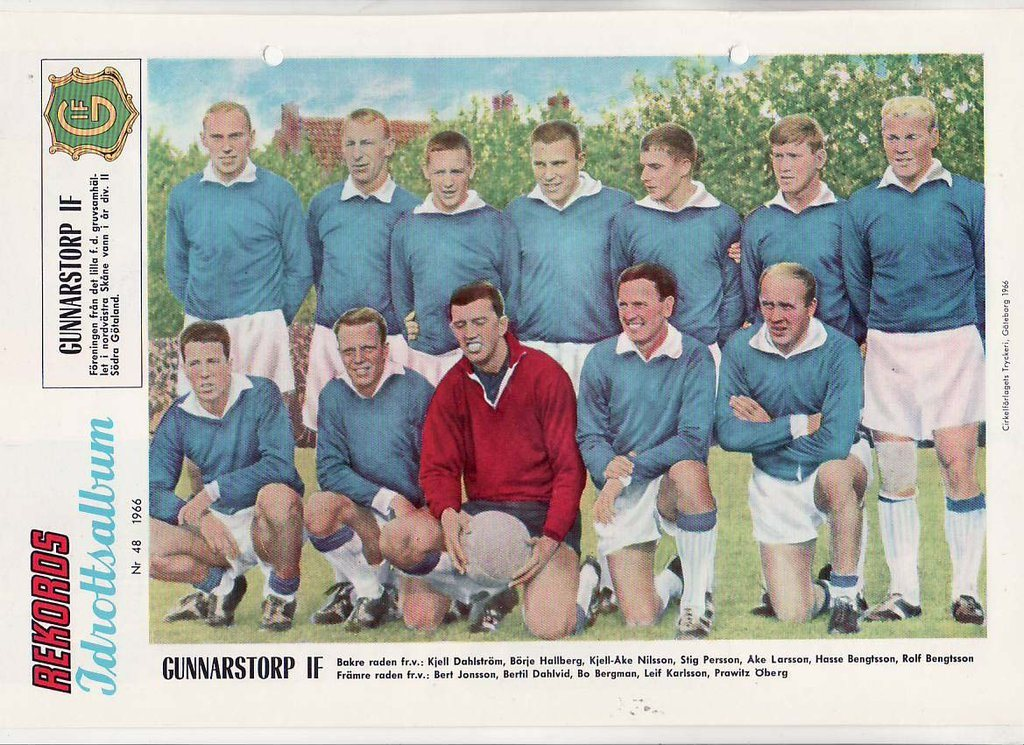
Gunnarstorp under storhetsperioden 1966.

Gunnarstorps Idrottsförening är en fotbollsförening i Gunnarstorp i nordvästra Skåne. Laget spelade i Division 2 på 1960-talet och var nära att avancera till Allsvenskan 1966. Numera hör man hemma i Division 4 Skåne Nordvästra. Klubben utmärker sig även som den klubb som arrangerade det första bingopartiet i Sverige. År 2008 slogs klubben ihop med Bjuvs IF och tillsammans bildade man den nya klubben Bjuvstorps FF.

## Historia
Gunnarstorps IF bilades den 11 mars 1927 och började 1933 att avancera i seriesystemet. 1953 kom man upp i Division 3 Södra Götaland för att senare avancera till Division 2 Östra Götaland.  
Efter djupdykningar i systemet kom man 1959 åter upp i Division 2 Östra Götaland där man flera år fick topplaceringar. 1966 vann man serien före IFK Malmö och mötte i kvalmatcherna till Allsvenskan IF Saab, Hammarby IF och IFK Holmsund. Kvalet genomfördes som en enkelserie. Efter 1-1 hemma på ett fullsatt (11 021) Tornévallen mot Hammarby IF (med Lennart "Nacka" Skoglund) och ett 0-2 nederlag borta mot IFK Holmsund låg laget dåligt till inför den avgörande matchen på neutral plats mot IF Saab. Man slog IF Saab betryggande med 7-0 men det räckte inte då konkurrenterna Holmsund och Hammarby spelade sig själva till Allsvenskan genom att dela på poängen (1-1).
Man lyckades komma trea i Division 2 1968 men sedan dess har laget inte lyckat hävda sig i de högre serierna. 1974 var man nere i Division 4 för att tillfälligtvis komma upp i trean 1977. 1982 försvann men ner i seriesystemets mörker då man åkte ur fyran, något man inte hämtat sig från än.
Den mest prominente spelaren i Gunnarstorps IF var den tidigare landslagsmålvakten Kalle Svensson som var spelande tränare 1959-1961.
Max Lundgren baserade till viss del sin berömda romanserie om det nordvästskånska fotbollslaget Åshöjden på Gunnarstorp, och dess finansiär Blåbärskungen är inspirerad av Pollenkungen Gösta Carlsson, vilken inte bara stöttade ishockeylaget Rögle, men också Gunnarstorp (källa: idrottsplats.se).